# Desprim
Desprim je sídlo vesnického charakteru v Chorvatsku, které je součástí města Záhřeb. Nachází se asi 14 km jihozápadně od centra Záhřebu. Je jedním z odlehlých předměstí Záhřebu, ale zároveň i samostatnou vesnicí. V roce 2011 zde žilo celkem 377 obyvatel. Desprim se nachází ve čtvrti Brezovica.

## Sousední sídla
| Růžice kompasu |                    | Goli Breg |           | Růžice kompasu |
| Růžice kompasu | Demerje            | Sever     | Brezovica | Růžice kompasu |
| Růžice kompasu | Demerje            | Desprim   | Brezovica | Růžice kompasu |
| Růžice kompasu | Demerje            | Jih       | Brezovica | Růžice kompasu |
| Růžice kompasu | Drežnik Brezovički |           |           | Růžice kompasu |